# Seraiquis
Seraiqui ou Seraiki (Urdu: سراییکی) é um povo do Paquistão, um dos mais numerosos do mundo que não possuem estado próprio. Os nativos do lugar (saraikis) são algo em torno de vinte e cinco milhões.

## História
Na década de 1990 os serviços secretos indianos começaram a apoiar o incipiente movimento Seraiqui e no final de 1993 uma Conferência Internacional Seraiqui teve lugar em Déli. O principal partido autonomista Seraiqui era, até há poucos anos, o Partido Paquistanês Seraiqui, dirigido por Taj Mohammed Langah, que reclamava autonomia completa e era membro da Pakistan Opressed Nations Movement (PONM). Recentemente, o Seraiki Qaumi Movement (Seraiki National Movement) converteu-se na principal força política nacionalista Seraiqui, reclamando a criação de um estado chamado Seraiquistão, que ocuparia a metade de Punjab.

## Bandeira

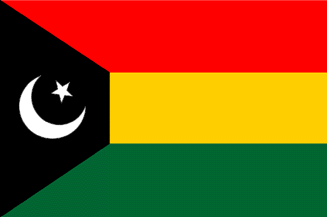
Bandeira do principado de Bahawalpur e do Pakistan Seraiki Party

Bandeira do Seraiki Qaumi Movement e de facto bandeira nacional dos Seraiquis

Até 1993, oficial ou oficiosamente, os Seraiqui usavam a bandeira do antigo principado de Bahawalpur (cujos territórios eram o essencial da possível província Seraiqui) mas na proporção 2:3 e modificações menores na meia lua e estrela que provavelmente correspondia ao Pakistan Saraiki Party que ainda mantém a bandeira. Nos últimos anos, uma bandeira tomou força para ser considerada nacional dos Seraiquis: é a bandeira do Seraiki Qaumi Movement (Seraiki National Movement), que é hoje o maior movimento nacionalista Seraiqui. Compõe-se pelas cores vermelha (pela revolução), amarela (que simboliza a pobreza, a fome e as privações) e verde (esperança no futuro) em disposição vertical.